# Herz-Jesu-Kirche (Prag)

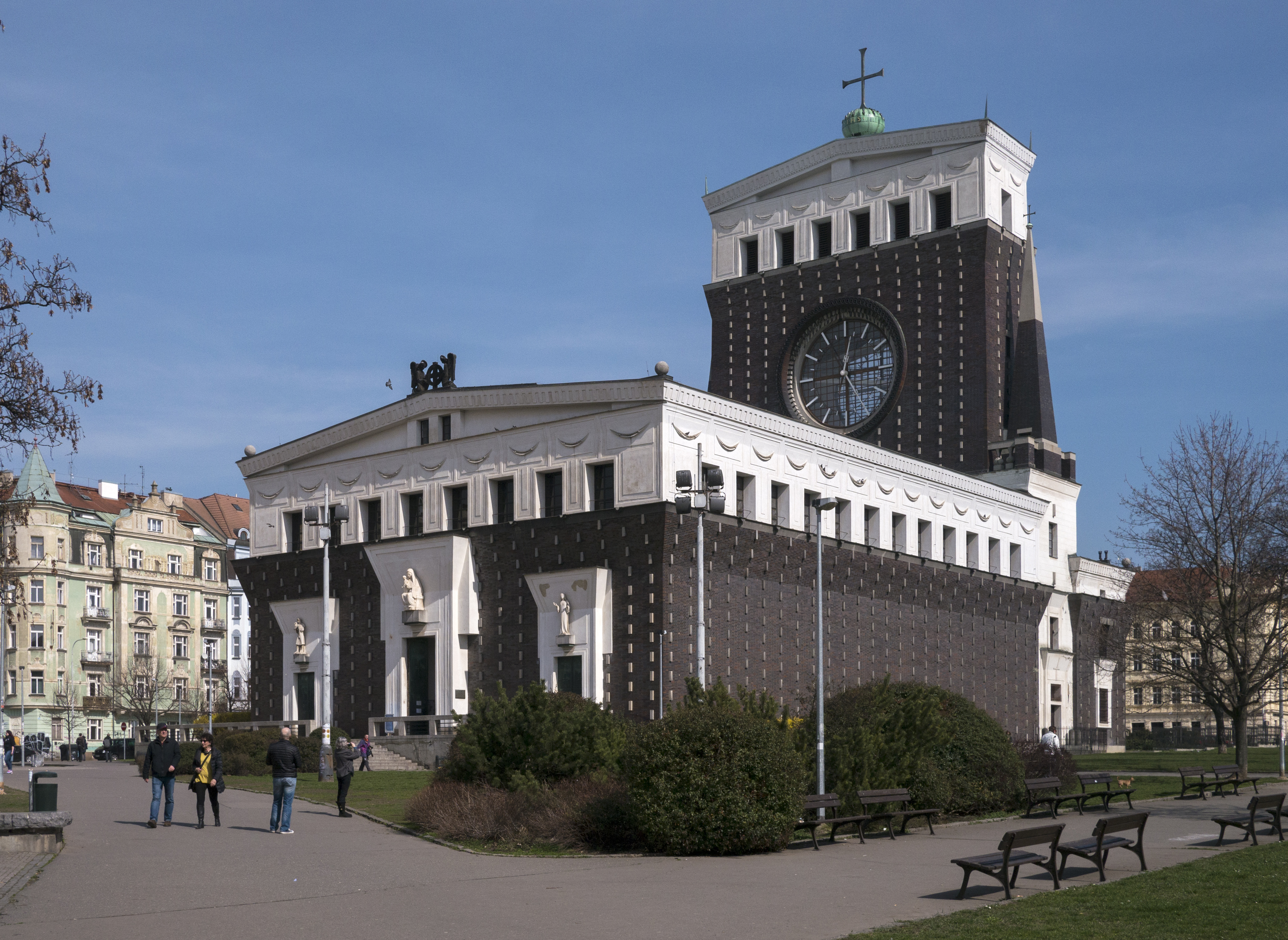
Die Herz-Jesu-Kirche in Prag-Vinohrady (2010)

Die Prager Herz-Jesu-Kirche, offiziell Kirche des heiligsten Herzens des Herrn (tschechisch: Kostel Nejsvětějšího srdce Páně), ist eine römisch-katholische Kirche auf dem Georg-von-Podiebrad-Platz im Prager Stadtteil Vinohrady. Sie wurde von 1928 bis 1932 nach Plänen des slowenischen Architekten Jože Plečnik erbaut.

## Baugeschichte

### Entwurf
Die Verantwortlichen der Prager Vorstadt, in der sich zwei Pfarren und eine Kirche befanden, wandten sich 1919 an Jože Plečnik, um eine weitere Kirche zu errichten. Dieser lehnte das Vorhaben vorerst ab. Nach weiteren Gesprächen willigte Plečnik ein und legte 1921 einige Vorschläge vor, die eine strittige Standortfrage umgingen. Die sechs Jahre dauernde Planung der Kirche entpuppte sich als ähnlich schwierig wie der Bau der Wiener Hl.-Geist-Kirche.
Die erste Planungsphase bestimmte der Wunsch des Bauausschusses nach einem monumentalen Pfarrzentrums. Plečniks Entwurf wies außen keine besonderen Ähnlichkeiten mit einem antiken Tempel mehr auf. Große Bögen gaben den Blick in den Gebäudekern frei, und eine reiche Dekoration mit Heiligenfiguren war vorgesehen. Das Dachband wollte er mit einem antiken Bandornament schmücken. Die 25 Meter hohe Kirche sollte den Gebäudeblock mit Schulen, Pfarrhof und Mietshäusern dominieren. Diese Variante wurde aber wegen Geldmangels und der unklaren Grundstücksituation unterbrochen.
Es folgten diverse Varianten, bis dann 1925 ein interessantes Projekt entstand. Die Kirche ist deutlich niedriger als die Entwürfe zuvor, hat einen außerordentlich breiten Glockenturm und, anders als in der Wiener Hl.-Geist-Kirche, keine Höhenzäsur am Übergang des Kirchenschiffs ins Presbyterium.

### Ausführung

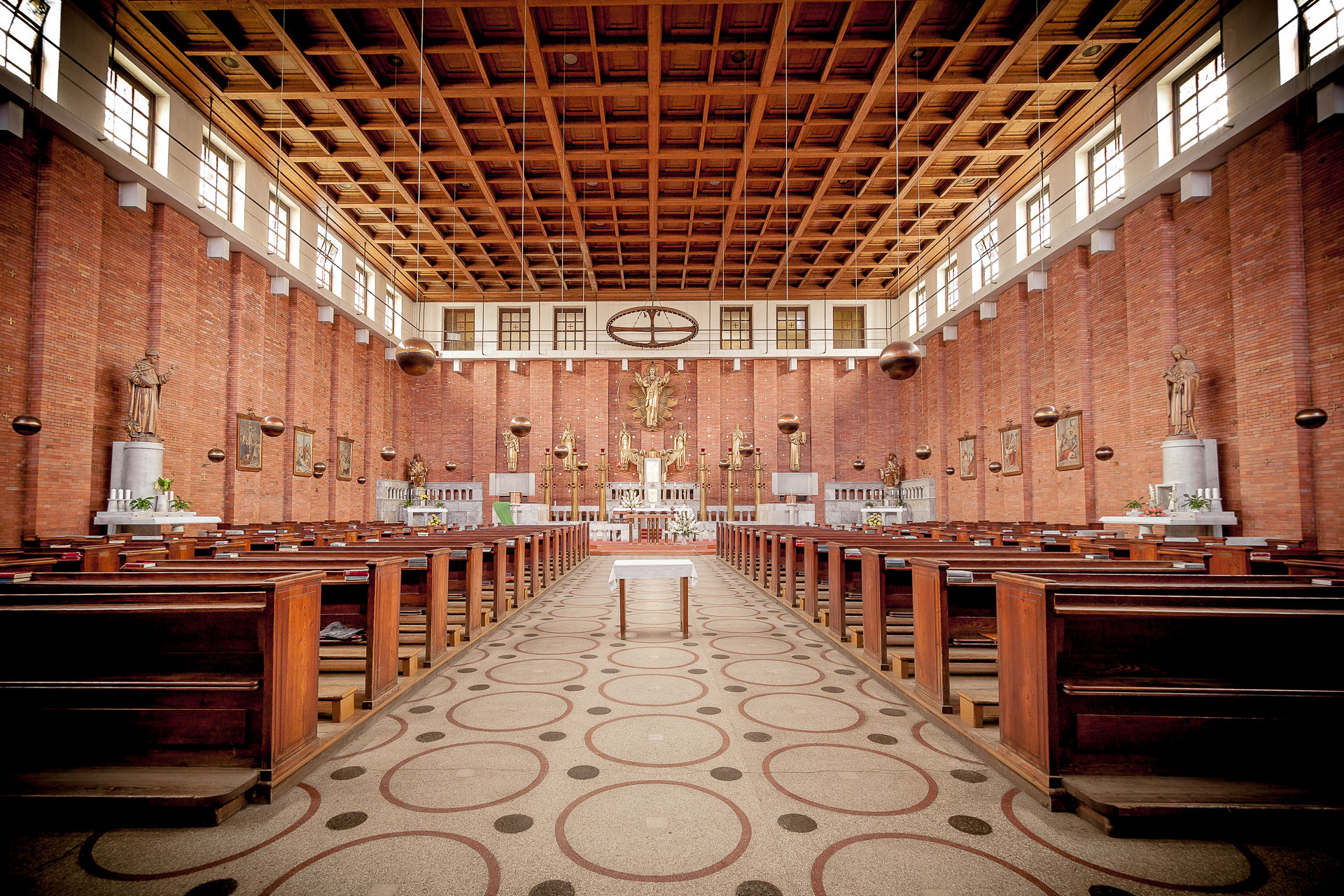
Innenansicht des Kirchenschiffs (2013)

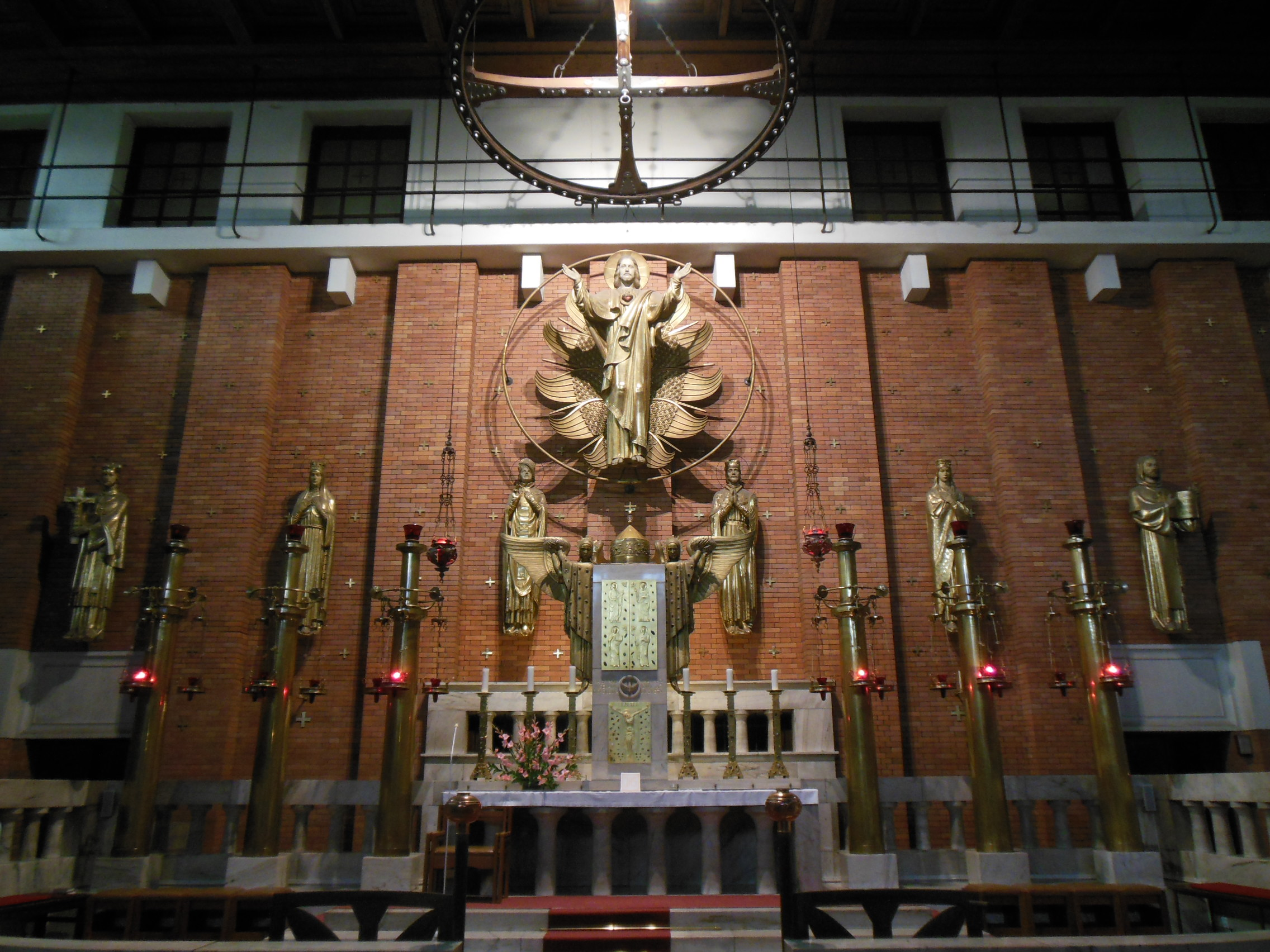
Altarraum

Als Grundmuster wählte Plečnik das Quadrat für die Kassettendecke und den Kreis für den Terrazzoboden. Um die Kirche monumentaler wirken zu lassen, versetzte er die Kirche in die Platzmitte, und platzierte den fast kirchenbreiten Glockenturm zwischen Schiff und Sakristei. Die Höhe des Turms entspricht der Länge des Kirchenschiffs.
Da die Fundamente deutlich aufwendiger ausgeführt wurden als geplant, vereinfachte Plečnik, um Kosten zu sparen, die Ornamentik im oberen Bereich der Fassade, verzichtete auf kostspielige Engelsfiguren und ersetzte die ursprünglich vorgesehenen steinernen Portal- und Fensterumrandungen durch billigen, weißen Putz.
Die gegenüberliegenden großen Rundfenster (von außen ist darin die Turmuhr zu erkennen), mit denen er erst bei der letzten Variante die Mauer durchbrach, sind wie ein Zyklopenauge gegen die Kathedrale des Erzbistums Prag, den Veitsdom inmitten der Prager Burg, gerichtet.
Das große und lichte Kirchenschiff bildet das Gegenstück zur verhältnismäßig kleinen Krypta. Die im Rohbau seit 1930 fertige Kirche wurde im Mai des Jahres 1932 eingeweiht, obwohl sie innen noch nahezu vollkommen leer war. Der Hauptaltar wurde bis auf einige Details 1939 fertiggestellt. Mit der Fassadenplastik sowie der Ausstattung der Krypta und der Sakristei wurde erst während des Zweiten Weltkrieges begonnen, doch konnte die Kirche nie vollkommen fertiggestellt werden.